# Neisse (rivière)
Pour les articles homonymes, voir Neisse.
La Neisse de Lusace, autrefois Neisse de Görlitz (en polonais : Nysa Łużycka, en allemand : Lausitzer Neiße, en sorabe : Łužiska Nysa, en tchèque : Lužická Nisa) est une rivière d'Europe centrale qui marque aujourd'hui, avec l'Oder, la frontière entre l'Allemagne et la Pologne.

## Géographie
Elle ne doit pas être confondue avec la Neisse de Kłodzko (en polonais : Nysa Kłodzka), une autre rivière polonaise se jetant aussi dans l'Oder.
Elle mesure 256 km de long.
La Neisse de Lusace naît en Tchéquie dans les monts de la Jizera au nord-est de Jablonec nad Nisou, non loin de la frontière avec la Pologne. Elle traverse Jablonec et Liberec et, à partir du tripoint dénommé le « Coin des Trois-Frontières » qu'elle atteint au sud de Zittau, elle constitue la frontière entre l'Allemagne et la Pologne. En se dirigeant vers le nord le cours d'eau traverse encore Görlitz/Zgorzelec, le Parc de Muskau (près de Bad Muskau) et la Basse-Lusace. Près de Ratzdorf, entre Gubin et Eisenhüttenstadt, la Neisse se jette dans l'Oder.